# Turecký záchod

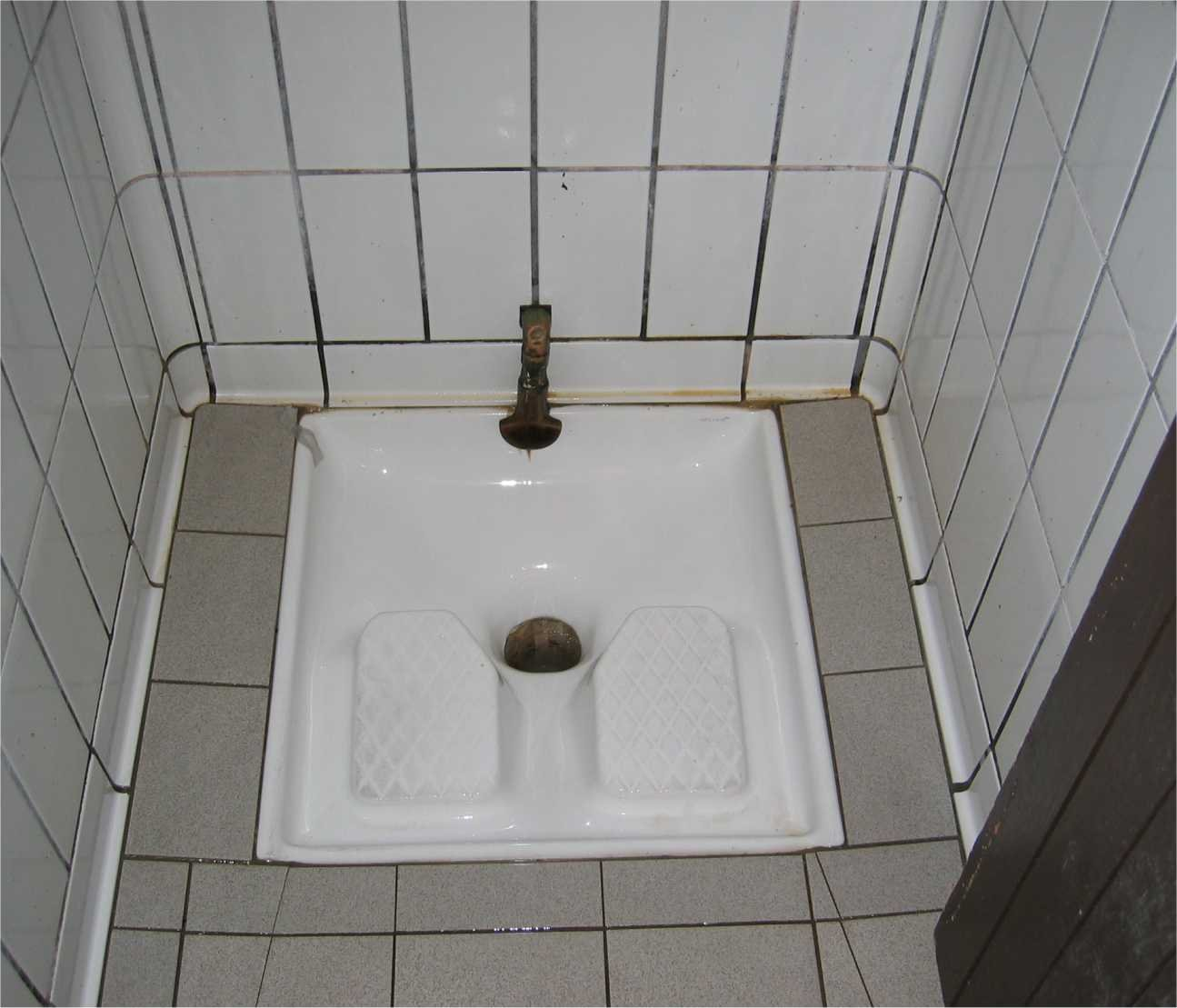
Záchod na dálničním odpočívadle ve Francii

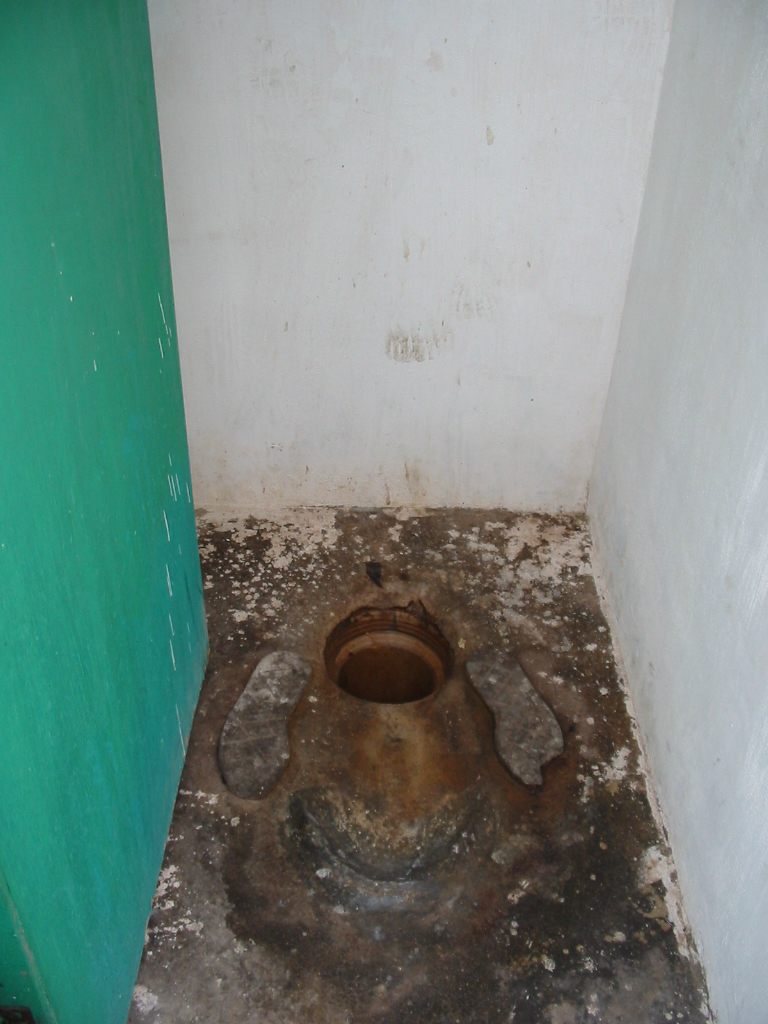
Záchod na veřejné škole v Hongkongu

Turecký záchod je jedním z mnoha druhů záchodů. Kromě jihovýchodní Evropy se používá především v chudších zemích a v zemích, kde má staletou tradici, kupříkladu v Asii, Africe. V západní Evropě je poměrně rozšířený např. v Itálii a ve Francii.
V principu se může jednat jen o díru v podlaze (s funkcí latríny) nebo splachovací zařízení, připomínající do podlahy zapuštěné umyvadlo.
Vyprazdňování je prováděno v dřepu přímo do otvoru nebo vyhrazeného prostoru v toaletě. Jedná se přitom o nejpřirozenější polohu k vylučování. Osoby nezvyklé na tento typ toalety tuto činnost provádějí chybně v podřepu místo v dřepu, což je namáhavé především na stehenní svaly a náročné na udržení rovnováhy i dostatečného odstupu případného oděvu; v této nesprávné poloze rovněž nedojde k plnému uvolnění břišního svalstva, potřebnému k správné vylučovací funkci těla.

## Nevýhody

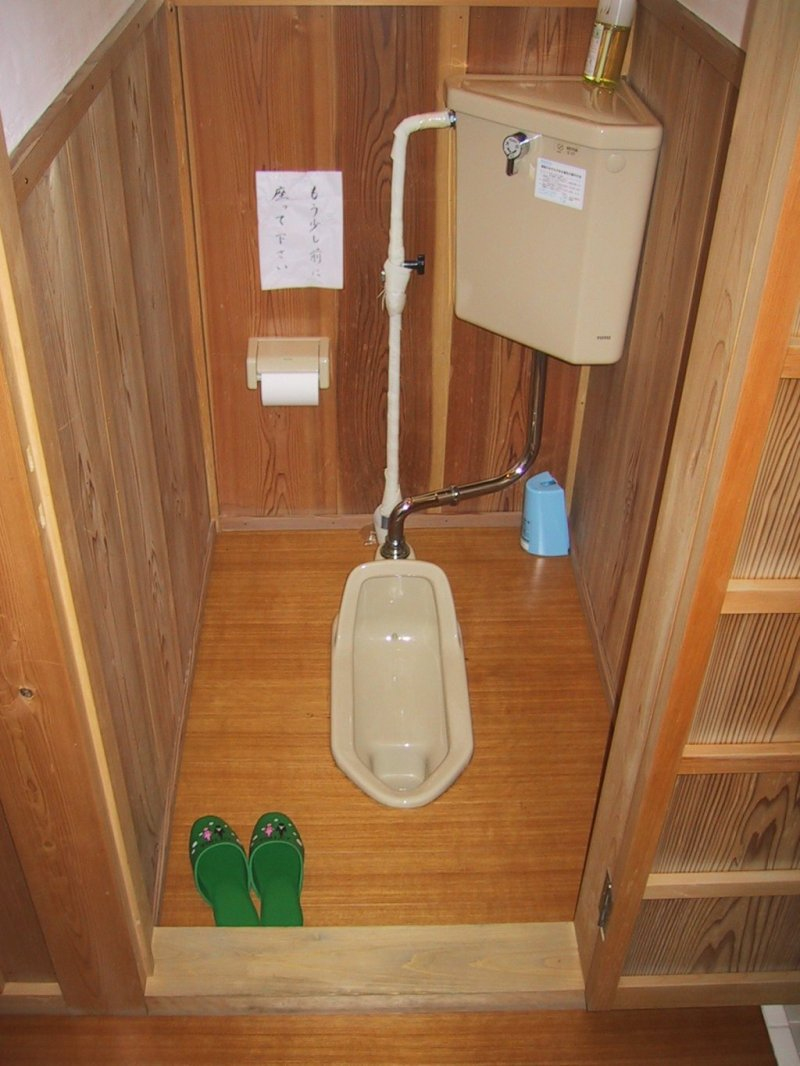
Moderní japonský záchod s přezůvkami

- Lidé, kteří z důvodu snížené pohyblivosti mají obtíže s hlubokým dřepem, konají potřebu v nepohodlné poloze v polodřepu nebo téměř vzpřímeně.
- Osoby, které nemají praxi v používání záchodu tohoto typu, často záchod silně znečistí.
- U osob s průjmovými obtížemi dochází i v případě „rutinovaných“ uživatelů téměř k zákonitému znečištění obuvi, ošacení a spodního prádla, jakožto i k silnému znečištění záchodu samotného, stěn záchodu, splachovacího zařízení a eventuálně (podle stavební situace) i sousedních záchodových kabinek stříkajícími výkaly.
- Lidé s osteoartrózou kolenního kloubu mají zvlášť silné obtíže při použití.
- Osoby se silnějším tělesným postižením jsou z použití záchodu vyloučeny.
- Při obtížích s vyprazdňováním močového měchýře a průjmech může být zaujetí polohy hlubokého dřepu nesnadné.
- Z důvodu nepohodlné pozice se uživatel může snažit proces vyprazdňování urychlovat tlačením, což může mít za následky tvorbu hemoroidů.
- Nebezpečí uklouznutí a pádu při zdravotních potížích s rovnováhou. Tento problém je snížen u japonského typu, který umožňuje držení se rukou za splachovací trubku.
- Zpravidla mokrá podlaha přichází do styku s obuví, což způsobuje roznášení mokrých stop po příchozích cestách.